# دافيد ألكسندر
دافيد ألكسندر (بالإنجليزية: David Alexander)‏ (ولد في 1869 - توفي عام 1941) كان لاعب كرة قدم اسكتلندي، لعب لأندية شرق ستيرلينغشاير، داروين، أكرينجتون، ومنتخب اسكتلندا لكرة القدم.

## وصلات خارجية
- دافيد ألكسندر على موقع الاتحاد الإسكتلندي (الإنجليزية)

- London Hearts profile